# Lærdal
Lærdal est une kommune de Norvège. Elle est située dans le comté de Vestland.
Son centre administratif est Lærdalsøyri.